# Peter Glazebrook
 (novembre 2023).
Peter Glazebrook est un maraîcher de Halam dans le Nottinghamshire. Il détient les records du monde de la betterave et du panais les plus longs, de l'oignon, de la pomme de terre, du chou-fleur et du poivron les plus lourds, ainsi que de la plus grande feuille de haricot d'Espagne,.
La betterave et le panais les plus longs du monde mesuraient 6,4 m et 5,9 m respectivement ; l'oignon le plus lourd du monde pesait 8 kg, pomme de terre, 5 kg et le chou-fleur, 27 kg et 2 m de large[réf. nécessaire].
Il détenait également le record du monde de la carotte la plus lourde, pesant 9 kg. Glazebrook a détenu ce record de 2014 à septembre 2017.